# Arado Ar 440
Die Arado Ar 440 war ein deutsches Höhenjägerprojekt im Zweiten Weltkrieg der Arado Flugzeugwerke.

## Geschichte
Entwickelt wurde das Flugzeug im Rahmen des Jäger-Beschaffungsprogramms 1943/44 auf der Grundlage der Arado Ar 240. Dazu wurden aus der Ar 240 sämtliche Abwehrbewaffnungen sowie auch die Außenlaststationen entfernt. Die Druckkabine für die zwei Besatzungsmitglieder wurde nach hinten verlagert, damit mehr Offensivbewaffnung in den Bug eingebaut werden konnte. Die Bugverglasung entfiel deshalb, ebenso der B- und der C-Stand. Am Heck wurde eine schirmartige Luftbremse angebracht, um den Sturzflug besser kontrollierbar zu machen. Die Tragflächen und das Leitwerk wurden von der Ar 240 übernommen. Als Antrieb waren zwei Motoren Daimler-Benz DB 603 mit jeweils 1750 PS eingebaut.
Die Ar 240 A-04 fungierte als Prototyp für die Ar 440 und wurde 1943/1944 von der Erprobungsstelle Rechlin getestet.
Ende 1944 wurde das Projekt eingestellt, da die knapper werdenden Ressourcen nunmehr für Strahlflugzeuge benötigt wurden. Ein Einsatz erfolgte nicht.

## Technische Daten
| Kenngröße       | Daten                                                      |
| --------------- | ---------------------------------------------------------- |
| Besatzung       | 2                                                          |
| Länge           | 14,30 m                                                    |
| Spannweite      | 16,60 m                                                    |
| Höhe            | 3,97 m                                                     |
| Flügelfläche    | 35,00 m²                                                   |
| Flügelstreckung | 7,9                                                        |
| max. Startmasse | 12.200 kg                                                  |
| Reichweite      | 2.500 km                                                   |
| Triebwerk       | 2 × Daimler-Benz DB 603, je 1.750 PS (1.287 kW)            |
| Bewaffnung      | 3 × MG 151/20 im Bug, 2 × MK 108 in den Tragflächenwurzeln |